# Marco II Sanudo
Marco II Sanudo (en griego: Μάρκο Β’ Σανούδο; c. 1220-1303) fue el tercer duque de Naxos desde 1262 hasta su muerte. Pasó la mayor parte de su juventud en la corte del Principado de Acaya. Sucedió a su padre Angelo Sanudo después de 1262. Durante su reinado, el Ducado de Naxos experimentó serias dificultades. Sus posesiones fueron reduciéndose debido a los ataques del Imperio bizantino que trataba de recuperar sus territorios perdidos por la cuarta cruzada mediante la eliminación de los estados latinos de Grecia. 
Marco estuvo involucrado en los diversos conflictos de sus soberanos: entre los bizantinos y los angevinos de Sicilia (Marco II era un vasallo de Carlos de Anjou, heredero del Principado de Acaya); entre los angevinos y los aragoneses; entre los venecianos, los bizantinos y los genoveses. También tuvo conflictos locales acerca de su soberanía en la isla de Andros o de un burro robado en Tenos. Su hijo Guiglelmo Sanudo lo sucedió en 1303.

## Antecedentes

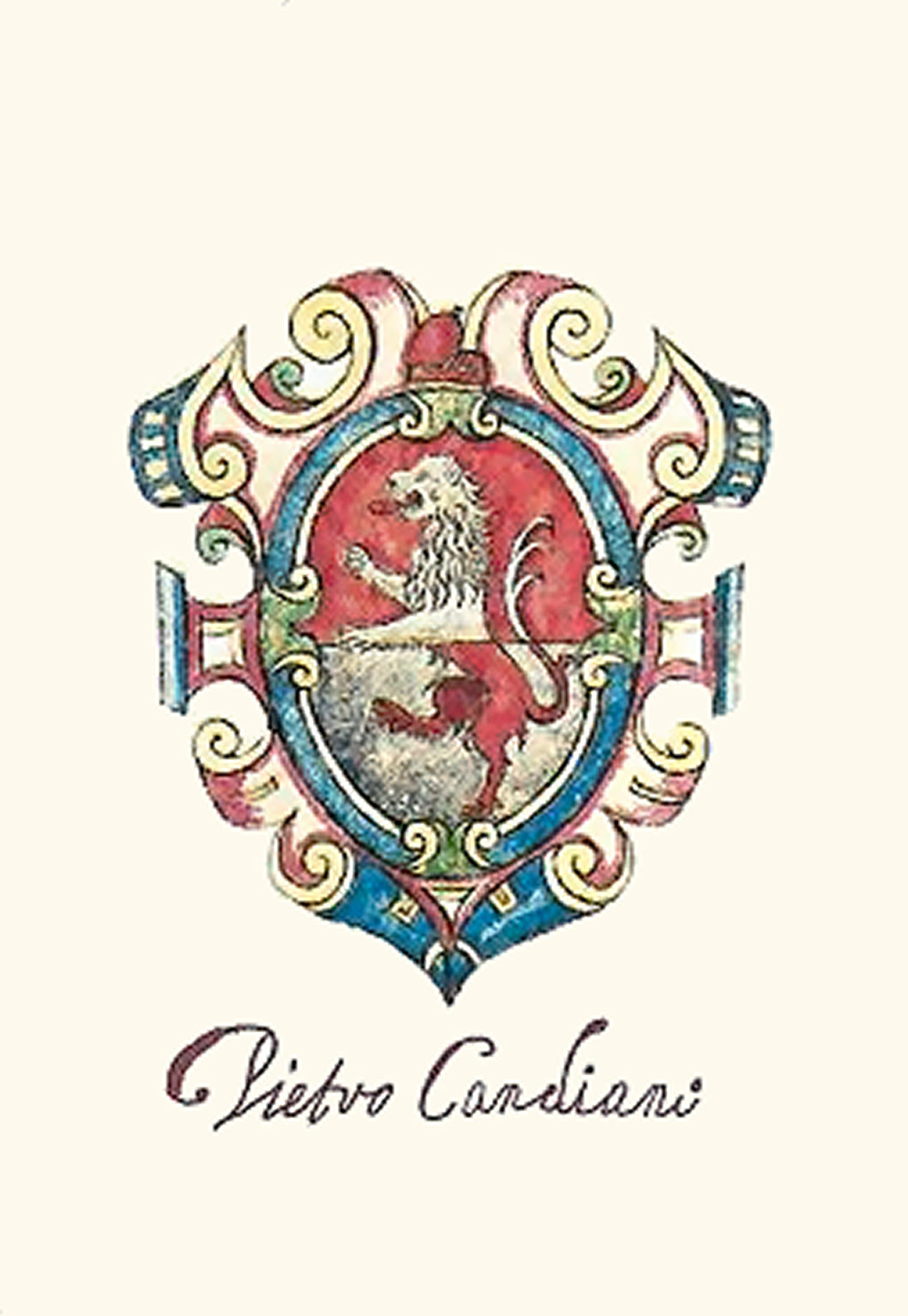
Escudo de armas de Pietro I Candiano.

La Casa de Sanudo tenía sus orígenes en la Casa de Candiano, lo cual proporcionó varios dux a la República de Venecia, entre ellos Pietro III Candiano (942-959). Sus últimos descendientes directos fueron atestiguados en el siglo XI y después de ello solamente se habló de los Sanudo. Un Marco Sanudo es mencionado en la segunda mitad del siglo XI y al parecer tuvo los títulos de asesor y capitán y también se dice que fue embajador en Constantinopla, donde hizo numerosos contactos importantes en Grecia y las islas del mar Egeo, por lo que recibió el sobrenombre de Costantinopolitani («el Constantinopolitano»). Se afirma también que tuvo un hijo, Pietro Sanudo de Candia, que se casó con Zabarella Dandolo, hermana del dux Enrico Dandolo. De este matrimonio nacieron tres hijos: Marco, Bernardo y Lunardo, los cuales estuvieron involucrados en la política y comandaron la armada veneciana, incluso durante la conquista de Constantinopla en 1204.
Marco Sanudo, abuelo de Marco II y fundador de la dinastía, participó en la cuarta cruzada en 1204 y en la negociación de la compra de Creta por parte de Venecia al jefe cruzado Bonifacio de Montferrato. También fundó el Ducado de Naxos, entre 1205 y 1207 o poco después de 1213 o 1214; hizo construir una nueva capital alrededor de su fortaleza, el castro de Naxos y combatió junto a su patria en una expedición a Creta en 1211. Así mismo, era vasallo del emperador latino Enrique de Flandes y combatió contra el Imperio de Nicea, pero también contra Teodoro Comneno Ducas, el gobernante de Epiro.
Angelo Sanudo, padre de Marco II, pasó la mayor parte de su vida haciendo guerras, principalmente para su señor, el emperador latino. Participó en una expedición contra Epiro en 1216, también comandó la flota naxiota que apoyó al Imperio en 1235 cuando la capital estaba sitiada por los nicenos y los búlgaros. En 1248, la soberanía sobre el Ducado de Naxos fue transferida del Imperio latino al Principado de Acaya, por lo que como vasallo del príncipe Guillermo II de Villehardouin, tomó parte en la batalla de Pelagonia, donde fue hecho prisionero.
Marco II tenía un hermano, Marino, que poseía las islas de Paros y Antiparos como infantazgos y una hermana que se casó con Paolo Navigajoso, señor de la isla de Lemnos.

## Biografía

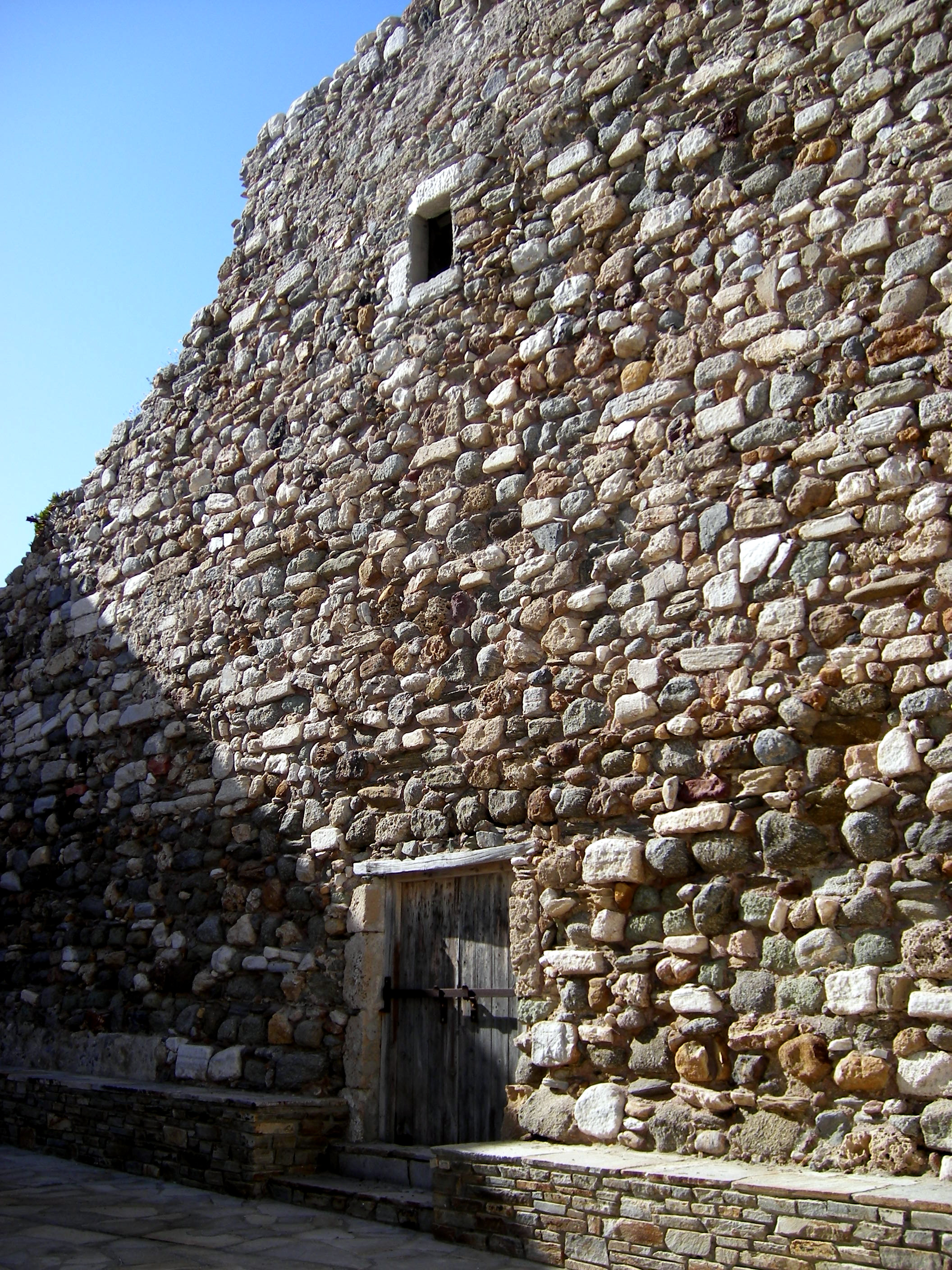
Ruinas de la torre del homenaje del castro de Naxos.

### Juventud
Marco pasó la mayor parte de su juventud en la corte de Acaya en Andravida, donde se dice que aprendió francés y recibió su formación de caballero en el castillo de Clermont. Después de la reconquista de Constantinopla en 1261 por Miguel VIII Paleólogo, su padre lo envió junto a su madre a Tebas para rendir homenaje al depuesto emperador latino, Balduino II, y donde también fue nombrado simbólicamente caballero del Imperio.

### Duque de Naxos
Marco sucedió a su padre en 1262. Desde la reconquista de su capital, los bizantinos intentaron restaurar su Inperio a su antigua extensión y se apoderaron de los diversos estados latinos. El Ducado de Naxos fue víctima de repetidos ataques de la flota bizantina. Alrededor de 1263, el almirante Alejo Filantropeno llevo está armada a las Cícladas y tal vez recibió una sumisión formal del duque. La campaña de Filantropeno y el declive del poder latino provocaron una rebelión en Milo, donde un monje ortodoxo instó a la población a exigir la salida de los «francos». La rebelión duró varias semanas, hasta la llegada de Marco, en la cual atacó a los rebeldes y los sometió, aunque perdonó a la población de la isla; sin embargo, el monje fue arrojado al mar atado de pies y manos. En 1265, Miguel VIII firmó una tregua con Venecia y ordenó la retirada del almirante bizantino, lo que disminuyó la presión sobre el ducado.
El emperador, amenazado por Occidente y en especial por Carlos de Anjou, rey de Sicilia, había conseguido alejar el peligro gracias a la negociación de un acercamiento entre la Iglesia ortodoxa y la Iglesia católica conocida como la «Unión de Lyon» en 1274. Aliviado en su frente occidental, reanudó sus intentos de apoderarse de los últimos estados latinos. Tomó a su servicio a Licario, un caballero de origen lombardo de Eubea que se había rebelado contra los señores de la isla, por lo que fue nombrado megaduque, y se comprometió a devastar el mar Egeo; Licario y otros corsarios latinos al servicio de los bizantinos conquistaron Ceos, Serifos, Sifnos y otras pequeñas islas que se reintegraron al Imperio bizantino. Los vasallos de Marco II no pudieron hacer nada y se refugiaron en Creta o en Naxos. El acuerdo firmado entre Miguel VIII y Venecia en 1277 le garantizó un alivio temporal.

Escudo de armas de la Casa de Sanudo.

En 1278 el Ducado de Naxos cambió de señor; Marco II había sido vasallo de Guillermo II de Villehardouin, pero este último lo era del rey de Sicilia. De hecho, Balduino II había confiado sus feudos a Carlos de Anjou; el hijo de este último, Felipe, se había casado con la hija de Guillermo II, Isabel, pero murió en 1277, por lo que el feudo volvió a su padre. El rey decidió enviar un bailío para informar a sus vasallos griegos de la nueva situación. Galerano de Ivry llegó al archipiélago para recoger el homenaje de Marco II a su nuevo soberano.
El rey Carlos no había renunciado a sus planes de conquista del Imperio bizantino. Tenía fortalezas en Grecia: Morea y parte de las Cícladas y también podía contar con la flota, aunque disminuida, del Ducado de Naxos. La elección como papa de Martín IV, opuesto a la Unión de Lyon, hizo que el momento fuera propicio. Sin embargo, las Vísperas Sicilianas, más o menos patrocinadas por Miguel VIII, rechazaron cualquier perspectiva de acción siciliana en Grecia. Marco II ya no podía confiar en su señor angevino para recuperar sus tierras perdidas. En 1292, los aragoneses, enemigos de los angevinos, atacaron sus posesiones en Grecia; el almirante Roger de Lauria asoló las Cícladas sin que el duque de Naxos pudiera hacer algo.
Sin embargo, a partir de 1296, una guerra entre Venecia por un lado y el Imperio bizantino y Génova por el otro permitió a los señores latinos de las Cícladas recuperar parte del terreno perdido en los años anteriores. La guerra tuvo lugar en el Egeo y las poblaciones locales volvieron a sufrir. Sin embargo, algunos señores venecianos que habían reconquistado islas no reconocieron la autoridad de Marco II, lo que provocó conflictos entre el duque y los nuevos conquistadores durante varias décadas. En agosto de 1301, el hijo de Marco, Guiglelmo, hizo un contrato con un corsario de Ancona para la reconquista de Santorini; este último debía entregarle la isla después de cinco días de saqueo para su beneficio. Los Sanudo, sin embargo, fueron superados por Jacopo (II) Barozzi y no recuperaron la isla hasta mediados del siglo XIV.

### Disputa por la soberanía sobre Andros

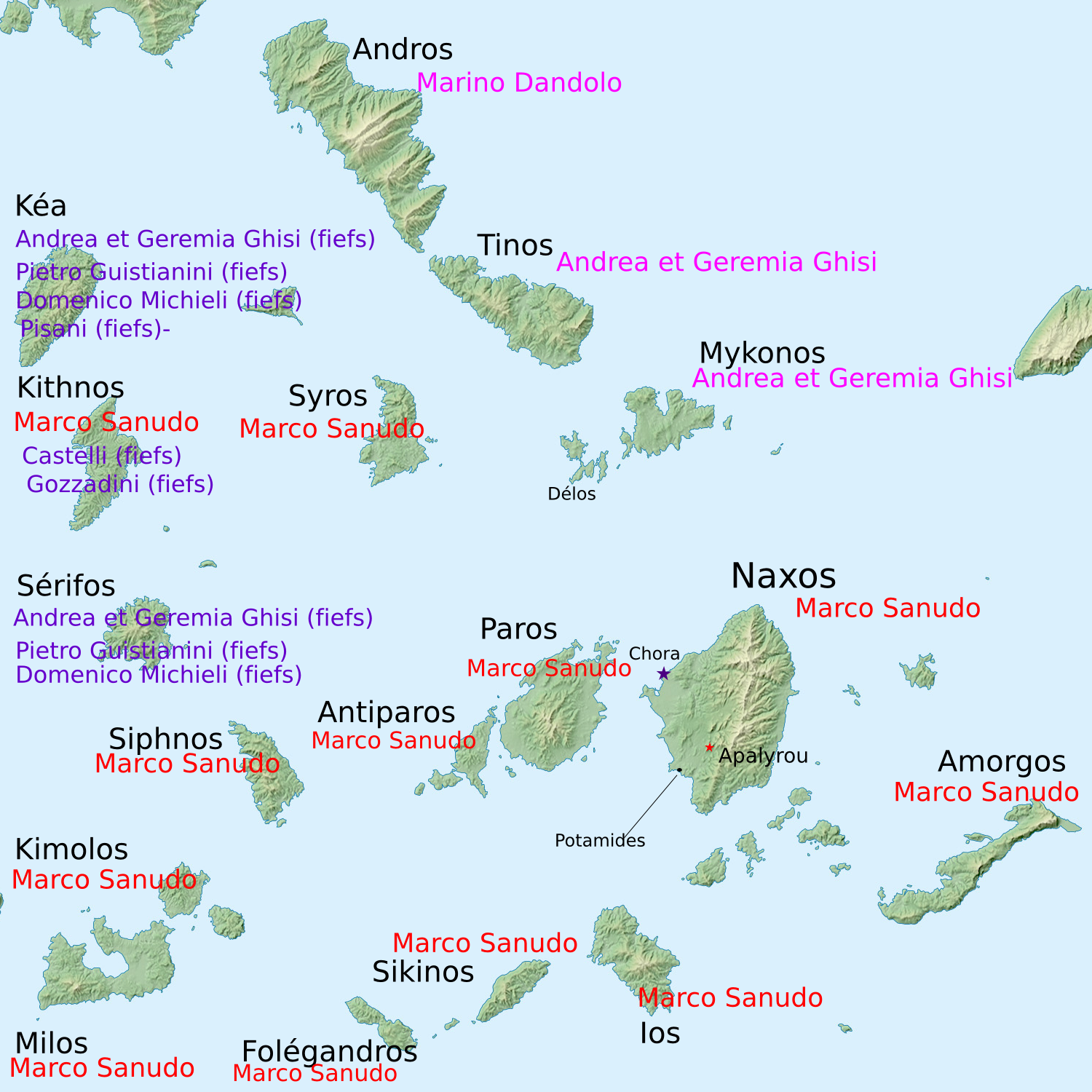
Ducado de Naxos y los señoríos de las Cícladas durante el gobierno de Marco II Sanudo.

En 1282, el estatus feudal de Andros se volvió problemático. Durante la cuarta cruzada, los vencedores habían dividido el Imperio bizantino según un tratado (Partitio terrarum imperii Romaniae) que fue redactado en el otoño de 1204; entre las Cícladas, sólo Andros había sido concedida a los venecianos. Sin embargo, cuando Marco Sanudo conquistó el ducado alrededor de 1206-1207, fue un tal Marino Dandolo quien tomó posesión de la isla, como vasallo de Sanudo. Un poco más tarde, Geremia Ghisi, propietario con su hermano Andrea de Tenos y Miconos, ocupó la isla de la que expulsó a Marino y a su hermana María Doro con el posible consentimiento del duque Angelo Sanudo. Un proceso en Venecia enfrentó a los herederos de Dandolo y su hermana contra los Ghisi; la isla, sin embargo, volvió a Sanudo después de la muerte de Ghisi, y luego a Marco II.
En 1282, Niccolò Querini, hijo y heredero de Felisa, viuda de Marino Dandolo (que se había vuelto a casar), consiguió que Marco II Sanudo fuera citado ante los tribunales venecianos. La República de Venecia consideraba a Andros como suya. Los Sanudo consideraban que estaba bajo su jurisdicción feudal. Marco II, en la carta que envió en respuesta a las reivindicaciones de Venecia, afirmó su independencia de la República debido a que su señor era el príncipe de Acaya. Finalmente, unos diez años más tarde se llegó a un acuerdo y el duque tuvo que pagar una gran suma a Niccolò a cambio de la renuncia de Querini a todos sus derechos sobre la isla.

### «La guerra del asno»
En 1286 tuvo lugar una guerra entre los Sanudo y Bartolomeo Ghisi, señor de Tenos. Unos piratas habían saqueado Tenos durante una incursión y entre su botín había un asno, que vendieron en Siros al gobernador de la isla, Guiglelmo Sanudo, hijo de Marco II. Al enterarse de dónde estaba su burro, los Ghisi exigieron su devolución, a lo que el gobernador se negó con el argumento de que había pagado por él. Los Ghisi reunieron su flota y sitiaron Siros, pero fueron desalojados por la aparición de una flota de angevinos procedente de Sicilia. Se designó un bailío para escuchar el caso del burro, quien restauró la paz aunque también se pago la cantidad de treinta mil sólidos.

### La leyenda de «Agios Pachomios»

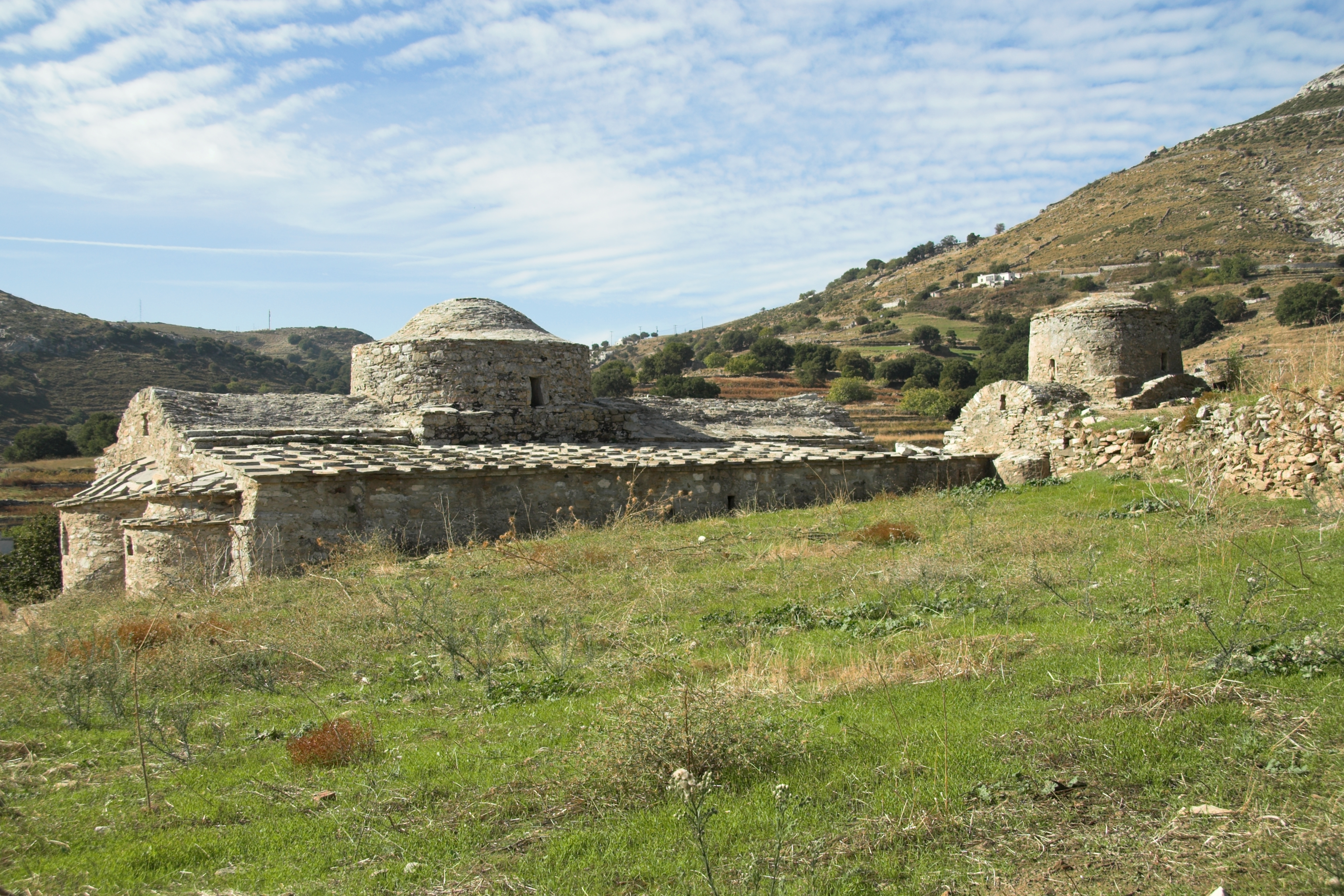
Iglesia de Agios Pachomios.

Marco II habría tenido que enfrentarse a otro movimiento de descontento, en la propia isla de Naxos. Una tradición local era pasar a los bebés recién nacidos por el altar hueco de la capilla de Agios Pachomios para que ganaran un poco de peso para así garantizar una mejor supervivencia. Parece que Marco II consideró este ritual una superstición y decidió terminarlo. Se dice que mandó destruir la capilla y el altar, lo que habría provocado el descontento de los naxiotas e incluso el peligro de rebelión. Fue entonces cuando se construyó la fortaleza de Apano kastro para vigilar a la población local.

### Muerte y sucesión
Marco II falleció en 1303 y fue enterrado en el sepulcro de los duques, la iglesia de Santa Catalina, en las afueras de Naxos, donde se hallaría su tumba, que estaba marcada con una inscripción y por el blasón de su familia. Su primogénito, Guiglelmo I, le sucedió como duque.

### Matrimonio y descendencia
Se desconoce el nombre de la esposa de Marco II Sanudo. Tuvieron tres hijos:
- Guiglelmo, que sucedió a su padre en 1303;
- Francesco, que era gobernador de Milos;
- Marco, que recibió feudos en Eubea.